# لوسیا دی گوگلیلمو
لوسیا دی گوگلیلمو (انگلیسی: Lucia Di Guglielmo؛ زادهٔ ۲۶ ژوئن ۱۹۹۷) بازیکن فوتبال اهل ایتالیا است.
وی همچنین در تیم ملی فوتبال زنان ایتالیا بازی کرده‌است.